# Antepipona liberator
Antepipona liberator är en stekelart som beskrevs av Giordani Soika 1985. Antepipona liberator ingår i släktet Antepipona och familjen Eumenidae. Inga underarter finns listade i Catalogue of Life.